# アナクレオン (小惑星)
アナクレオン（英語：2339 Anacreon）は小惑星帯に位置する小惑星。パロマー天文台のトム・ゲーレルスとライデン天文台のファン・ハウテン夫妻が発見した。
古代ギリシアの詩人アナクレオン（Anacreon, Anakreon, 紀元前570年頃生）から命名された。